# Retskrivningsordbogen
Retskrivningsordbogen (RO) er en ordbog udgivet af Dansk Sprognævn med det formål at fastlægge den officielle retskrivning for det danske sprog. Den indeholder et sæt regler for dansk retskrivning der udover stavning behandler tegnsætning, samt en liste over ords stavemåder inkl. bøjning.
Ifølge retskrivningslovens §2 skal Retskrivningsordbogen følges af alle dele af den offentlige forvaltning, af Folketinget og myndigheder med tilknytning til Folketinget samt af domstolene. Undervisningsministeren kan dog fastlægge nærmere bestemmelser om undtagelser. I praksis bliver den også fulgt af de fleste andre brugere af det danske sprog.

## Bogens historie

### Retskrivningsordbøger før Dansk Sprognævn
Den første officielle danske retskrivningsordbog var Svend Grundtvigs Dansk Haandordbog, der udkom i 1872.
I 1891 kom Dansk Retskrivningsordbog af Viggo Saaby. 2. udgave kom i 1892 og 3. udgave i 1896. Ordbogen blev fortsat af P.K. Thorsen under navnet Saabys Retskrivningsordbog. Med den titel udkom 4. udgave i 1904, 5. udgave i 1909, 6. udgave i 1913, 7. udgave i 1918 og 8. udgave i 1918. Ordbogens udgaver fulgte Undervisningsministeriets bekendtgørelser om retskrivning fra 1889, 1892, 1900 og 1902. 7. og 8. udgave var decideret autoriseret af Undervisningsministeriet og indeholdt en af ministeriet godkendt retskrivningsvejledning udarbejdet af Henrik Bertelsen.
I 1923 udkom en ny Dansk Retskrivningsordbog udgivet af Undervisningsministeriets Retskrivningsudvalg med Jørgen Glahder i spidsen. 2. udgave kom i 1923, 1925 og 1929. 3. udgaves sidste oplag udkom i 1946.

### Dansk SprognævnsRetskrivningsordbog
Retskrivningsudvalget blev opløst i 1948. Et nyt udvalg udarbejdede 1953-1955 den første retskrivningsordbog efter retskrivningsreformen i 1948. Den blev udgivet af det nystiftede Dansk Sprognævn i 1955 med titlen Retskrivningsordbog. Den udkom i en udgave, men i mange oplag. I 2. og 3. oplag (1956 og 1957) blev der foretaget mindre rettelser, men derefter blev bogen udsendt i fotografiske genoptryk til og med 19. oplag, 1985.

### Retskrivningsordbogenindtil nu
I 1986 udkom 1. udgave af Retskrivningsordbogen, den første ordbog udarbejdet og udgivet af Dansk Sprognævn. 2. udgave udkom i 1996 og 3. udgave i 2001. De nye kommaregler fra 2003 var medtaget i 4. oplag af Retskrivningsordbogens 3. udgave fra 2005. 4. udgave udkom i 2012 og gennemreviderede mange af ændringerne i 3. udgave. 
I 2013 lancerede Dansk Sprognævn Retskrivningsordbogen Plus (RO+), der var et betalt alternativ til den gratis onlineversion af Retskrivningsordbogen med mere avancerede søgemuligheder. RO+ blev gjort gratis tilgængelig i 2018 samtidig med at den blev tilgængelig som app til smartphones.
Den seneste version er 5. udgave fra 2024. Ved denne udgave gik man over til at anse den digitale version som den primære, og  den trykte som sekundær. Den gældende udgave af Retskrivningsordbogen er altså den digitale udgave tilgængelig via ro.dsn.dk.  Onlineudgaven bliver opdateret årligt med ca. 150 nye opslag. Ved udgivelsen af 5. udgave lukkede RO+.

## Kommaregler
Alle officielle retskrivningsvejledninger til og med den første udgave af Retskrivningsordbogen indeholdt regler for to kommasystemer, som man frit kunne vælge mellem: grammatisk komma og pausekomma.
Med 2. udgave af Retskrivningsordbogen i 1996 skete der grundlæggende ændringer: Pausekommaet blev fjernet som officielt dansk kommasystem. Det hidtidige grammatiske komma blev omdøbt til det traditionelle komma, og et nyt grammatisk kommasystem det ny komma blev indført. De to grammatiske kommasystemer var meget ens. Eneste forskel var, at man med brug af nyt komma ikke skulle sætte komma ved begyndelsen af ikke-parentetiske ledsætninger. Det skulle man ved brug af traditionelt komma. Sprognævnet anbefalede officielt brugen af nyt komma. Der var ingen principielle ændringer vedrørende kommaer i 3. udgave, der udkom i 2001.
Det ny komma slog ikke igennem blandt især trykte medier og administration på trods af sprognævnets promovering, og det blev kritiseret i den offentlige debat. I 2003 lavede Sprognævnet igen om på kommareglerne med opbakning fra kultur- og undervisningsministerne. De to grammatiske kommasystemer blev slået sammen til ét system, hvor der er valgfrihed på det ene punkt som adskilte dem. Ændringerne i 2003 går således mere på navngivning end på indhold. En af få reelle ændringer er at det ikke længere er obligatorisk altid at sætte komma (eller et andet tegn) foran ordet men.
De nye regler udkom i 2004 i et hæfte med titlen Kommaregler og blev optaget i Retskrivningsordbogen fra og med 4. oplag af 3. udgave (2005).